# 臺北金馬影展執行委員會
臺北金馬影展執行委員會（簡稱：金馬執委會）是金馬獎和金馬國際影展自1990年起迄今的主辦單位，由中華民國文化部委由中華民國電影事業發展基金會執行，並於2007年創立金馬創投會議，提供華語電影的投資平台。在第5屆執行委員會主席侯孝賢領導下，2009年創辦金馬電影學院，以及2010年金馬奇幻影展。第7屆執行委員會主席李安則於2018年創辦金馬經典影展。

## 沿革
1990年，行政院新聞局順應公營事業民營化政策，宣佈將金馬獎和金馬國際影展轉由民間團體主辦。同年5月16日，電影聯合會議中決定成立常設機構及執行委員會，也就是後來的「台北金馬國際影展執行委員會」。 但由於該執行委員會為非法人組識，在新聞局與各界團體研商後，決議該會併入中華民國電影事業發展基金會。 由中華民國電影事業發展基金會統籌主辦，但仍接受新聞局的公款補助，並更名為「台北金馬影展執行委員會」。執行委員會分設以下組別：
| 組別       | 備註                             |
| ---------- | -------------------------------- |
| 行政部     | 行政事務、票務作業、貴賓接待     |
| 行銷部     | 宣傳造勢、異業合作、週邊活動     |
| 競賽部     | 影片競賽、金馬獎頒獎典禮         |
| 創投會議部 | 創投會議之推動與執行             |
| 影展部     | 國際影展內容策劃、影片及影人邀約 |

## 主要活動
臺北金馬影展執行委員會主要活動亦擴及四大主軸，包括：提供臺灣民眾接觸各國傑出電影平臺的金馬國際影展、金馬經典影展與金馬奇幻影展；竭力提供影視創作者與投資發行方合作機會的金馬創投會議；藉由大師傳承以提升年輕創作者能力與視野的金馬電影學院；已成為華語暨華人電影創作最高榮譽的金馬獎。同时金马执委会每年都会邀请香港电影金像奖筹委会、香港演艺人协会、香港电影工作者总会、香港导演协会等组织参与，并定期举行电影探讨会，以期搭建两岸三地电影界交流，提升华语电影的素质。在1980年代以前，由于台湾海峡两岸间的政治对立，金马奖评选对象以台湾和香港电影为主；随着台海两岸经贸文化交流的开展，加上台湾电影工业减弱、香港电影工作人员流失等因素的作用，1990年代中期以来，中国电影参加竞赛项目的数量不仅大增，并且逐渐成为入围奖项的大宗。

### 金馬獎
金馬獎接受來自世界各地的華語及華人電影報名，每屆頒發23個獎項。由專業人士組成的評審團在觀賞完所有影片，採討論後投票選出得主。除了正式獎項外，還有觀眾票選最佳影片、國際影評人費比西獎2個會外獎。終身成就獎或特別貢獻獎，則由各電影工（公）會推舉，執行委員會投票選出。並於每年11月最後一個周末在臺灣舉辦金馬獎頒獎典禮。金马奖颁奖典礼每年均会邀请香港、大陆、国际的电影人、明星任主持人和嘉宾，不少香港殿堂级的影星都曾担任金马奖司仪和颁奖嘉宾。

### 金馬國際影展
金馬國際影展為臺灣規模最大、歷史最悠久的國際觀摩影展。以推廣電影藝術，並透過世界電影提升文化交流為職志。自1980年舉辦第一屆影展以來，除曾策劃楚浮、柏格曼、雷奈、阿莫多瓦、奇士勞斯基、北野武等導演專題，拓展國內影迷視野，也邀請國際影人來臺共襄盛舉，歷年包含彼得格林納威、阿巴斯奇亞羅斯塔米、霍爾哈特萊、艾騰伊格言、西奧安哲羅普洛斯、奧利維耶阿薩亞斯、佛杭蘇瓦歐容、克里斯多夫贊努西、尼可拉溫丁黑芬、達頓兄弟、克里斯汀穆基、伊莎貝雨蓓、丹尼維勒納夫、李歐卡霍等歐美影人，以及來自亞洲各地的名導，包含大島渚、森田芳光、黑澤清、是枝裕和、岩井俊二、雅斯敏阿莫、金基德、李滄東、阿比查邦韋拉斯塔古、布里蘭特曼多薩等都曾來臺與影迷交流。
除與世界影壇接軌，也積極深耕華語電影，策劃臺灣製造單元，網羅該年度臺灣影壇最新的長片及短片，於影展中首映。為鼓勵亞洲新銳導演，2007年起增設亞洲電影促進聯盟獎項，舉凡當屆入選的亞洲新銳導演電影，皆有機會入圍並角逐首獎。2013年適逢金馬獎50週年，影展特別企劃了「金馬50：大師現身」單元，替侯孝賢、李安、蔡明亮、許鞍華、杜琪峯、關錦鵬、陳可辛、婁燁和張曼玉等影人舉辦大師講堂。

### 金馬創投會議
金馬創投會議為專注華語影視投資之媒合平臺，提供創作者與投資發行方洽談合作機會，竭力推動產業人員與國際接軌，近年入選電影企劃屢獲國際影展注目，名單包括：《長江圖》獲得柏林影展傑出藝術成就獎；《再見瓦城》獲威尼斯影展歐洲電影聯盟大獎最佳影片；傅天余的《我的蛋男情人》入選釜山影展亞洲之窗單元；陳宏一《自畫像》（原名：恐怖的並不是愛情）入選鹿特丹影展；2014年百萬首獎《分貝人生》獲上海電影節亞洲新人獎最佳影片、最佳攝影、最佳男演員；李啟源的《盜命師》及白海、杜可風的《白色女孩》皆入選釜山影展；楊明明的《柔情史》入選柏林影展；仇晟的《郊區的鳥》入選盧卡諾影展；章明的《冥王星時刻》入選坎城影展；畢贛的《地球最後的夜晚》獲選坎城影展一種注目單元；何蔚庭的《幸福城市》獲得金馬獎最佳女配角與多倫多影展站臺首獎；宋欣穎的《幸福路上》獲得2018年東京動畫大賞最佳動畫長片獎。
創投會議活動主要分成三大部分：「一對一媒合會議」、「培訓工作坊」與「產業論壇」。2018年11月假臺北舉辦，邀得兩岸三地、亞洲歐美資方、銀行界與創投圈等共襄盛舉。其中有42件入選企劃案，包含35件一般企劃案及7件WIP企劃案，共進行高達1,204場會談。本會議特有之One on One圓桌會議，讓各入選製片方於獨立空間完整呈現其創意及製作實力，與投資者暢所欲言，尤其廣受好評。此外在會議之前舉辦培訓工作坊，邀請經驗豐厚的電影人診斷入選企劃案，寶貴的意見讓入選代表表現更出色，提升投資人籌資機率。
本會議除了提供亞洲額度最高之新臺幣100萬現金首獎，2018年邀得法國電影中心贊助CNC現金獎8千歐元，臺北文創劇作獎新臺幣40萬元、嘉映創投獎新臺幣70萬元、曼迦紀念獎新臺幣70萬元、華文創最具視野獎新臺幣30萬元、鏡文學劇本獎新臺幣30萬元、FPP MM2創意獎1萬美元、中影電影開發基金新臺幣50萬元、WIP湯臣創意獎新臺幣50萬元等，以及內容物數位電影後製獎，使優秀企劃得以最高品質完成，並強化產業鏈互動聯結。

### 金馬電影學院
金馬電影學院，由侯孝賢導演擔任院長，每屆招收10至12位來自華語地區，完成2部短片以上，具創作潛力的年輕編劇、導演及攝影師，集結在臺灣，以一個月的時間相互激發創意、分享彼此經驗與交流學習，最後以集體創作方式拍攝1至2部短片，並在台北金馬影展放映。期間將邀請華語區優秀電影人擔任指導老師，給予劇本、導演、攝影等各方面的建議，並舉辦不同電影講座分享專業影人的實務經驗。近年來曾邀請楊雅喆、趙德胤、黃進等傑出導演與攝影師們，手把手帶領學員走過完整創作過程，而吳宇森、李安、李屏賓、杜篤之、陳果、王小帥、施南生、關本良、林強、阿比查邦、梅峰、楊志龍、田壯壯、羅恩妮等人都曾擔任客座講師。 
歷屆學員至今都持續在電影創作上有不錯的表現，如2009年學員趙德胤的作品《再見瓦城》獲得2016年歐洲電影聯盟大獎及法國亞眠影展最佳影片、金馬獎6項提名；2010年學員李中以《青田街一號》入圍2015年金馬獎最佳新導演；2012年學員陳哲藝以《爸媽不在家》獲得2013年金馬獎最佳劇情長片、新導演；2015年學員邱陽以《小城二月》獲得2017年坎城短片金棕櫚獎，陳勝吉、陳克勤以《分貝人生》分別入圍2017年金馬獎最佳新導演、最佳攝影。其餘學員也陸續在電影創作道路上嶄露頭角。秉持著培育華語新興創作者、促進華語創作者間的交流為目標，為電影產業培養後浪，保留華語電影特有的人文況味。

### 金馬奇幻影展
金馬奇幻影展為臺灣首次以「奇幻」為名的主題影展，自2010年創辦至今，內容涵蓋科幻、恐怖、驚悚、歌舞、喜劇、武俠、動畫、愛情以及各類cult film，帶領影迷敞開心房，探索想像極限。並精心策劃羅曼波蘭斯基、山姆雷米、伊格萊希亞、大衛林區、伍迪艾倫、威斯安德森、班偉特利、宮藤官九郎等導演專題，拓展影迷的另類視野。
除了影片精彩，金馬奇幻影展的觀影方式亦獨樹一格。例如《洛基恐怖秀》狂歡場，會邀觀眾一同扮裝與銀幕人物互動，放肆熱舞狂歡。「跟著唱翻天」單元會讓觀眾隨著變色字幕一同K歌，放映的《真善美》、《梁山伯與祝英台》、《媽媽咪呀！》、《紅磨坊》、《冰雪奇緣》都獲得熱烈迴響，年年創下臺灣影展最高滿座率。

### 金馬經典影展
金馬經典影展為一國際觀摩影展，2018年適逢瑞典導演英格瑪·伯格曼的百歲冥誕，與臺中市影視發展基金會共同創辦。首屆影展的主題為「柏格曼百年紀念影展」，完整放映該導演的38部長片作品。

## 主席
最高負責人為主席一人，由財團法人中華民國電影事業發展基金會推派，二年一任，得連任一屆。主席可指派一名「執行長」，統轄執委會內形同小內閣的各部門運作。
| 屆別  | 姓名   | 擔任時間     | 卸任時間     | 備註          |
| ----- | ------ | ------------ | ------------ | ------------- |
| 第1屆 | 李行   | 1990年       | 2003年5月1日 |               |
| 第2屆 | 張法鶴 | 2003年5月1日 | 2004年       |               |
| 第3屆 | 王童   | 2004年       | 2007年       |               |
| 第4屆 | 焦雄屏 | 2007年       | 2009年       |               |
| 第5屆 | 侯孝賢 | 2009年       | 2014年       |               |
| 第6屆 | 張艾嘉 | 2014年       | 2018年       |               |
| 第7屆 | 李安   | 2018年       | 2022年       | [ 10 ] [ 11 ] |
| 第8屆 | 李屏賓 | 2022年       | 2026年       |               |

## 執行長
在2009年由當時的執行委員會主席侯孝賢將秘書長一職改為執行長。原本執行長任期為2年，但是在侯孝賢、張艾嘉、李安三位主席接連慰留下，聞天祥已連任10年該職務。
| 屆別   | 姓名   | 擔任時間 | 卸任時間 | 備註   |
| 秘書長 | 秘書長 | 秘書長   | 秘書長   | 秘書長 |
| ------ | ------ | -------- | -------- | ------ |
|        | 聞天祥 | 2007年   | 2009年   |        |
| 執行長 |        |          |          |        |
| 第1屆  | 聞天祥 | 2009年   | 2013年   |        |
| 第2屆  | 聞天祥 | 2014年   | 2017年   |        |
| 第3屆  | 聞天祥 | 2018年   | 2020年   |        |
| 第4屆  | 聞天祥 | 2021年   | 現任     |        |

## 執行委員[14]
李屏賓、侯孝賢、楊貴媚、廖慶松、胡仲光、黃建業、石偉明、楊力州、杜篤之、鍾永豐、曾麗芬

## 外部連結
- 官方网站
- 金馬影展 TGHFF的Facebook專頁
- goldenhorsefilmfestival的Instagram帳戶
- YouTube上的TGHFF頻道
- Taipei Golden Horse的X（前Twitter）